# Товмач (Черкасская область)
Товма́ч (укр. Товмач) — село в Звенигородском районе Черкасской области Украины. До 19 июля 2020 года входило в состав Шполянского района.
Население по переписи 2001 года составляло 982 человека. Почтовый индекс — 20643. Телефонный код — 4741.

## История
В XIX веке село Толмач было в составе Мокрокалигорской волости Звенигородского уезда Киевской губернии. В селе была Покровская церковь.

## Местный совет
20643, Черкасская область, Звенигородский район, с. Товмач, ул. Центральная

## Известные уроженцы
- Никифор Михайлович Бойкиня (1901—1998) — советский оперный певец-баритон, народный артист РСФСР.